# Klokjesboorvlieg
De klokjesboorvlieg (Platyparea discoidea) is een vliegensoort uit de familie van de boorvliegen (Tephritidae). De wetenschappelijke naam van de soort is voor het eerst geldig gepubliceerd in 1787 door Fabricius.